# 2. ŽNL Virovitičko-podravska 2009./10.
Ovaj članak je podtema članka: 6. rang HNL-a 2009./10.

2. ŽNL Virovitičko-podravska u sezoni 2009./10. je predstavljala ligu drugog stupnja županijske lige u Virovitičko-podravskoj županiji, te ligu šestog stupnja hrvatskog nogometnog prvenstva. 
 
Sudjelovalo je 14 klubova, a ligu je osvojio "Napredak" iz Rušana.   

## Ljestvica
| mj. | klub                        | ut. | pob. | ner. | por. | gol+ | gol- | bod |
| --- | --------------------------- | --- | ---- | ---- | ---- | ---- | ---- | --- |
| 1.  | Napredak Rušani             | 26  | 23   | 0    | 3    | 64   | 23   | 69  |
| 2.  | Standard Nova Šarovka       | 26  | 20   | 4    | 2    | 88   | 24   | 64  |
| 3.  | Podgorje                    | 26  | 16   | 2    | 8    | 48   | 34   | 50  |
| 4.  | Tehničar Cabuna             | 26  | 10   | 5    | 11   | 52   | 53   | 35  |
| 5.  | Grabić                      | 26  | 11   | 2    | 13   | 49   | 50   | 35  |
| 6.  | Graničar Okrugljača         | 26  | 10   | 4    | 12   | 54   | 62   | 34  |
| 7.  | Slavonija Sladojevci        | 26  | 10   | 4    | 12   | 54   | 66   | 34  |
| 8.  | Mladost Vukosavljevica      | 26  | 10   | 2    | 14   | 53   | 53   | 32  |
| 9.  | Mladost Bakić               | 26  | 10   | 1    | 15   | 50   | 61   | 31  |
| 10. | Bušetina                    | 26  | 9    | 4    | 13   | 49   | 72   | 31  |
| 11. | Mladost Čađavica            | 26  | 8    | 5    | 13   | 51   | 60   | 29  |
| 12. | Turnašica                   | 26  | 8    | 5    | 13   | 52   | 64   | 29  |
| 13. | Stara Brezovica (Brezovica) | 26  | 9    | 2    | 15   | 42   | 59   | 29  |
| 14. | Sloga Dugo Selo Lukačko     | 26  | 7    | 2    | 17   | 41   | 66   | 23  |

## Rezultatska križaljka
| kratica | klub                        | BUŠ | GRAB | GRAN | MLAB | MLAČ | MLAV | NAP | POD | SLA | SLO | STAN | STARB | TEH | TUR |
| --- | --------------------------- | --- | ---- | ---- | ---- | ---- | ---- | --- | --- | --- | --- | ---- | ----- | --- | --- |
| BUŠ | Bušetina                    |     |      |      |      |      |      |     |     |     |     |      |       |     |     |
| GRAB | Grabić                      |     |      |      |      |      |      |     |     |     |     |      |       |     |     |
| GRAN | Graničar Okrugljača         |     |      |      |      |      |      |     |     |     |     |      |       |     |     |
| MLAB | Mladost Bakić               |     |      |      |      |      |      |     |     |     |     |      |       |     |     |
| MLAČ | Mladost Čađavica            |     |      |      |      |      |      |     |     |     |     |      |       |     |     |
| MLAV | Mladost Vukosavljevica      |     |      |      |      |      |      |     |     |     |     |      |       |     |     |
| NAP | Napredak Rušani             |     |      |      |      |      |      |     |     |     |     |      |       |     |     |
| POD | Podgorje                    |     |      |      |      |      |      |     |     |     |     |      |       |     |     |
| SLA | Slavonija Sladojevci        |     |      |      |      |      |      |     |     |     |     |      |       |     |     |
| SLO | Sloga Dugo Selo Lukačko     |     |      |      |      |      |      |     |     |     |     |      |       |     |     |
| STAN | Standard Nova Šarovka       |     |      |      |      |      |      |     |     |     |     |      |       |     |     |
| STARB | Stara Brezovica (Brezovica) |     |      |      |      |      |      |     |     |     |     |      |       |     |     |
| TEH | Tehničar Cabuna             |     |      |      |      |      |      |     |     |     |     |      |       |     |     |
| TUR | Turnašica                   |     |      |      |      |      |      |     |     |     |     |      |       |     |     |
| |                             |     |      |      |      |      |      |     |     |     |     |      |       |     |     |
| podebljan rezultat - utakmice od 1. do 13. kola (1. utakmica između klubova) rezultat normalne debljine - utakmice od 14. do 26. kola (2. utakmica između klubova) rezultat nakošen - nije vidljiv redoslijed odigravanja međusobnih utakmica iz dostupnih izvora rezultat smanjen * - iz dostupnih izvora nije uočljiv domaćin susreta prekrižen rezultat - poništena ili brisana utakmica p - utakmica prekinuta 3:0 p.f. / 0:3 p.f. - rezultat 3:0 bez borbe n.i. - nije igrano |                             |     |      |      |      |      |      |     |     |     |     |      |       |     |     |

 Izvori: 

## Vanjske poveznice
- znsvpz.hr, Županijski nogometni savez Virovitičko-podravske županije